# Микробная трансглютаминаза
Микробная трансглютаминаза, мТГ, англ. microbial TGase, MTGase, также «мясной клей» — вырабатываемый некоторыми микроорганизмами фермент семейства трансглютаминаз, модифицирующий структуру молекул белков. Под воздействием этого фермента кусочки мышечной ткани соединяются в монолитный продукт по типу ветчины. Фермент воздействует как на животные белки, так и на белки растительного происхождения. MTGase находит множество применений как в пищевой промышленности, так и вне её.
В России и ЕАЭС применение этого фермента в пищевой промышленности запрещено.

## История открытия
Микробная трансглютаминаза была выделена из бактерий Streptomyces mobaraensis, ранее называвшихся Streptoverticillium mobaraense.

## Механизм действия
Трансглютаминаза образует ковалентные связи между молекулами белков, благодаря чему получила неформальное название биологического клея.
Микробная трансглютаминаза соединяет между собой многие пищевые белки (казеины, соевые глобулины, актин, миозин, яичные белки). Она формирует эпсилон-(гамма-глутамил)лизиновую связь с той же эффективностью, как и трансглютаминазы млекопитающих, при этом мТГ не зависит от кальция и имеет относительно малую молекулярную массу в сравнении с другими трансглютаминазами.

## Производство
Эффективным методом производства микробной трансглютаминазы стало культивирование Corynebacterium glutamicum.

## Использование в пищевой промышленности
При производстве сыров, творога и йогуртов микробная трансглютаминаза повышает выход продукта, улучшает его товарные свойства за счет удержания сывороточных белков и влаги, что позволяет производителям экономить на естественных заквасках.

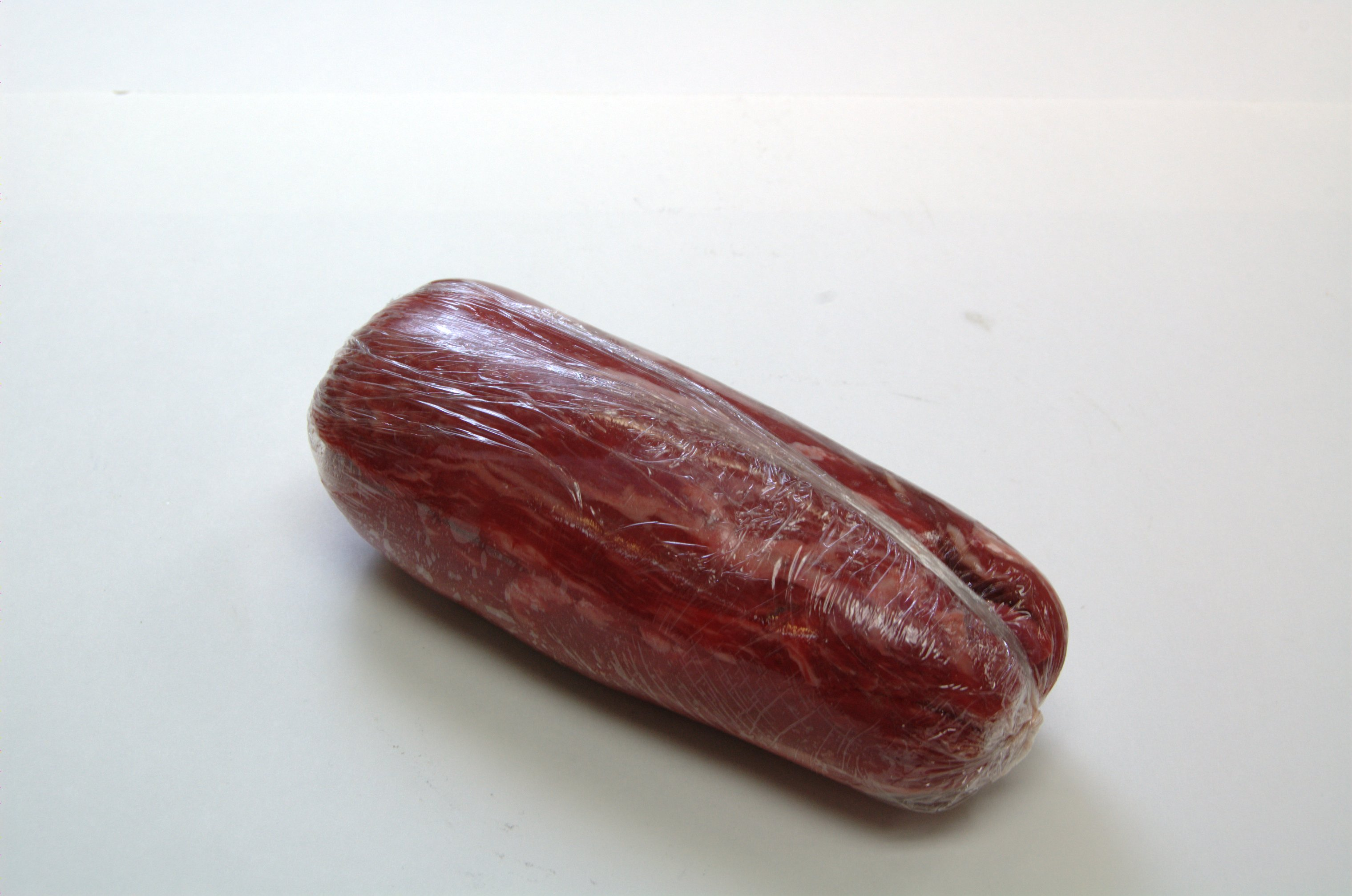
Три бистро-тендера соединяются вместе с помощью трансглутаминазного «мясного клея». Они застынут за ночь, прежде чем их развернут, нарежут на порции, приготовят и подадут на стол.

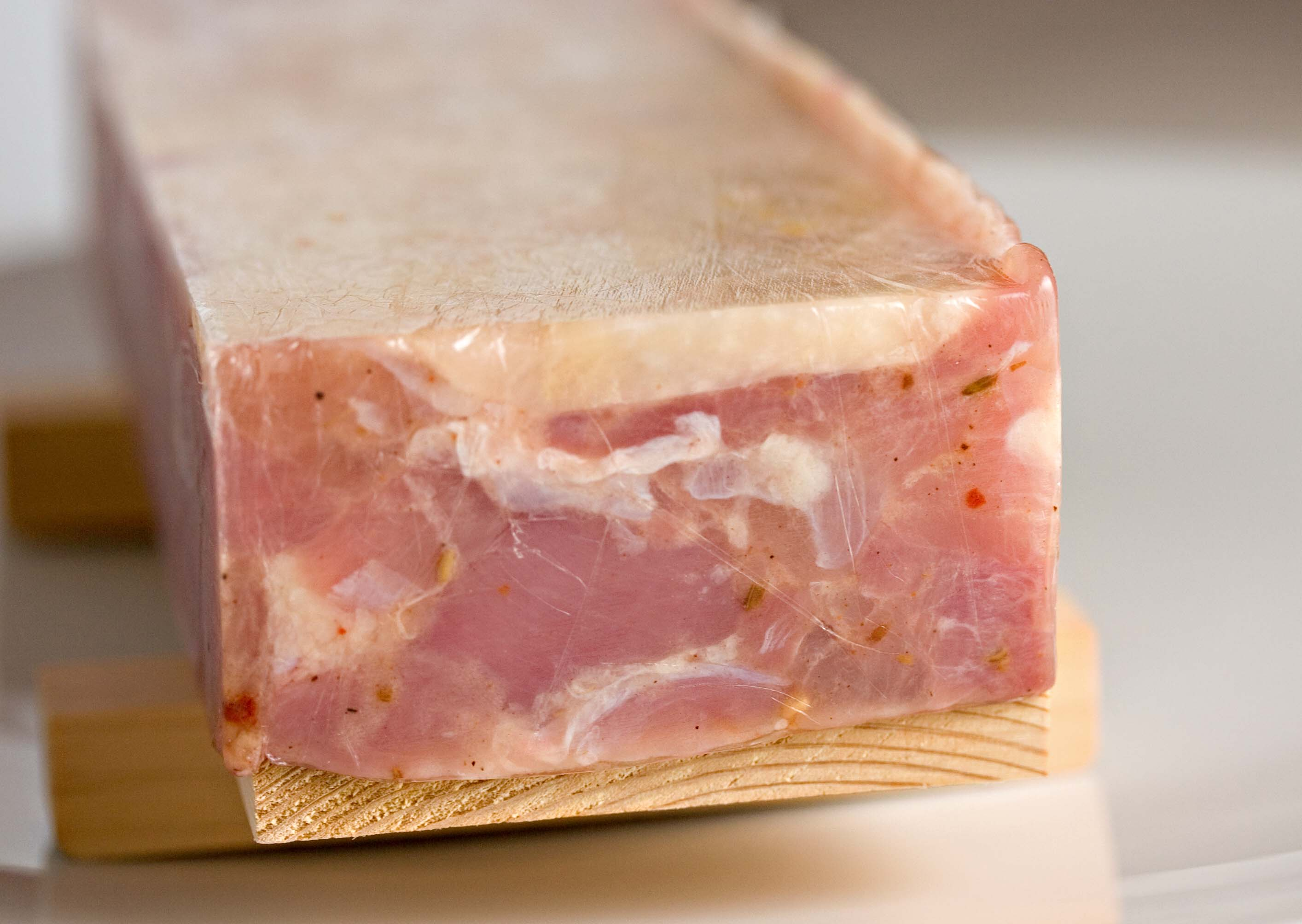
Куриный террин, обработанный трансглутаминазой.

Микробная трансглютаминаза «склеивает» фрагменты мясного сырья и удерживает жидкость в мясе, что искусственно улучшает текстуру производимого продукта.
Благодаря добавлению «мясного клея» выход готового продукта из того же объёма сырья увеличивается до 25 %, а производственный цикл сокращается до 10 раз.
Она также позволяет делать мясные продукты из смеси дорогого животного и дешевого растительного сырья, поскольку соединяет не только животные белки между собой, но соединяет вообще любые белки, в том числе белки растительного происхождения с животными белками.

## Безопасность
Безопасность трансглутаминазы, используемой в пищевой промышленности, не доказана.

## Методика обнаружения в пищевых продуктах
До 2019 года в РФ не было стандартной методики для определения микробной трансглютаминазы в пищевых продуктах.
В 2019 года Росстандарт аттестовал разработанную одним из Российских предприятий методику измерений массовой доли микробной трансглютаминазы (мТГ) в пробах продуктов питания методом иммуноферментного анализа (ИФА).

## Регулирование
Фермент «микробная трансглютаминаза» запрещен в России с 1 января 2020 года.
На 2020 год трансглютаминаза не включена в список разрешенных ферментных препаратов Технического регламента Таможенного союза ЕАЭС «Требования безопасности пищевых добавок, ароматизаторов и технологических вспомогательных средств» (ТР ТС 029/2012).
По состоянию на 2024 год в странах Евразийского экономического союза применение микробной трансглютаминазы в пищевой промышленности не разрешено (не включено в список разрешённых), фактически — запрещено. Несмотря на это, недобросовестные производители могут её использовать для ускорения процесса производства творога и снижения себестоимости продукта.